# Горский сельсовет (Горецкий район)
Го́рский сельсовет (бел. Горскі сельсавет) — административно-территориальная единица Горецкого района Могилёвской области Республики Беларусь. Административный центр — агрогородок Горы.

## История
Горский сельский Совет с центром в д. Горы был образован в 1917 году.
Названия:
- с 1917 — Горский сельский Совет крестьянских депутатов
- с 14.1.1918 — Горский сельский Совет рабочих, солдатских и крестьянских депутатов
- с 23.2.1918 — Горский сельский Совет рабочих, крестьянских и красноармейских депутатов
- с 5.12.1936 — Горский сельский Совет депутатов трудящихся
- с 7.10.1977 — Горский сельский Совет народных депутатов
- с 15.3.1994 — Горский сельский Совет депутатов[1].

Административная подчинённость:
- с 1917 — в Горской волости Чаусского уезда
- с 4.5.1922 — в Горецком уезде
- с 20.8.1924 — в Горецком районе[1].

## Состав
Включает 14 населённых пунктов:
- Большое Морозово — деревня.
- Быстрая — деревня.
- Волынцево — деревня.
- Горы — агрогородок.
- Завидовка — деревня.
- Запрудье — деревня.
- Курганье — деревня.
- Лебедево — деревня.
- Малое Морозово — деревня.
- Никодимово — деревня.
- Никулино — деревня.
- Слобода — деревня.
- Соколово — деревня.
- Турищево — деревня.

Населённые пункты Горского сельсовета, переданные в Ходоровский сельсовет:
- Высоцкие — деревня.
- Гущено — деревня.
- Каменка — деревня.
- Мальки — деревня.
- Окушки — деревня.
- Ольховец — деревня.
- Оршани — деревня.
- Сорокопуды — деревня.
- Шавнево — деревня.